# الدوري الألماني الشرقي 1971–72
الدوري الألماني الشرقي 1971–72 هو الموسم 25 من الدوري الألماني الشرقي. أقيم خلال الفترة 28 أغسطس 1971 وحتى 19 مايو 1972، وأشرف على تنظيمه الاتحاد الأوروبي لكرة القدم، وكان عدد الأندية المشاركة فيه 14، وفاز فيه نادي ماغديبورغ.